# Fabrica de Tutun din Sfântu Gheorghe
Fabrica de Tutun din Sfântu Gheorghe este un ansamblu de monumente istorice aflat pe teritoriul municipiului Sfântu Gheorghe.

Ansamblul este format din nouă monumente:
- Corpul principal (producție) (cod LMI CV-II-m-A-13107.01)
- Turn de apă (cod LMI CV-II-m-A-13107.02)
- Depozit piese de schimb (cod LMI CV-II-m-A-13107.03)
- Centrală termică (cod LMI CV-II-m-A-13107.04)
- Depozit de tutun (cod LMI CV-II-m-A-13107.05)
- Corp administrativ și laboratoare (cod LMI CV-II-m-A-13107.06)
- Birouri (cod LMI CV-II-m-A-13107.07)
- Locuință de serviciu, azi birouri evidența populației și secția pașapoarte (cod LMI CV-II-m-A-13107.08)
- Împrejmuire (cod LMI CV-II-m-A-13107.09)

## Galerie

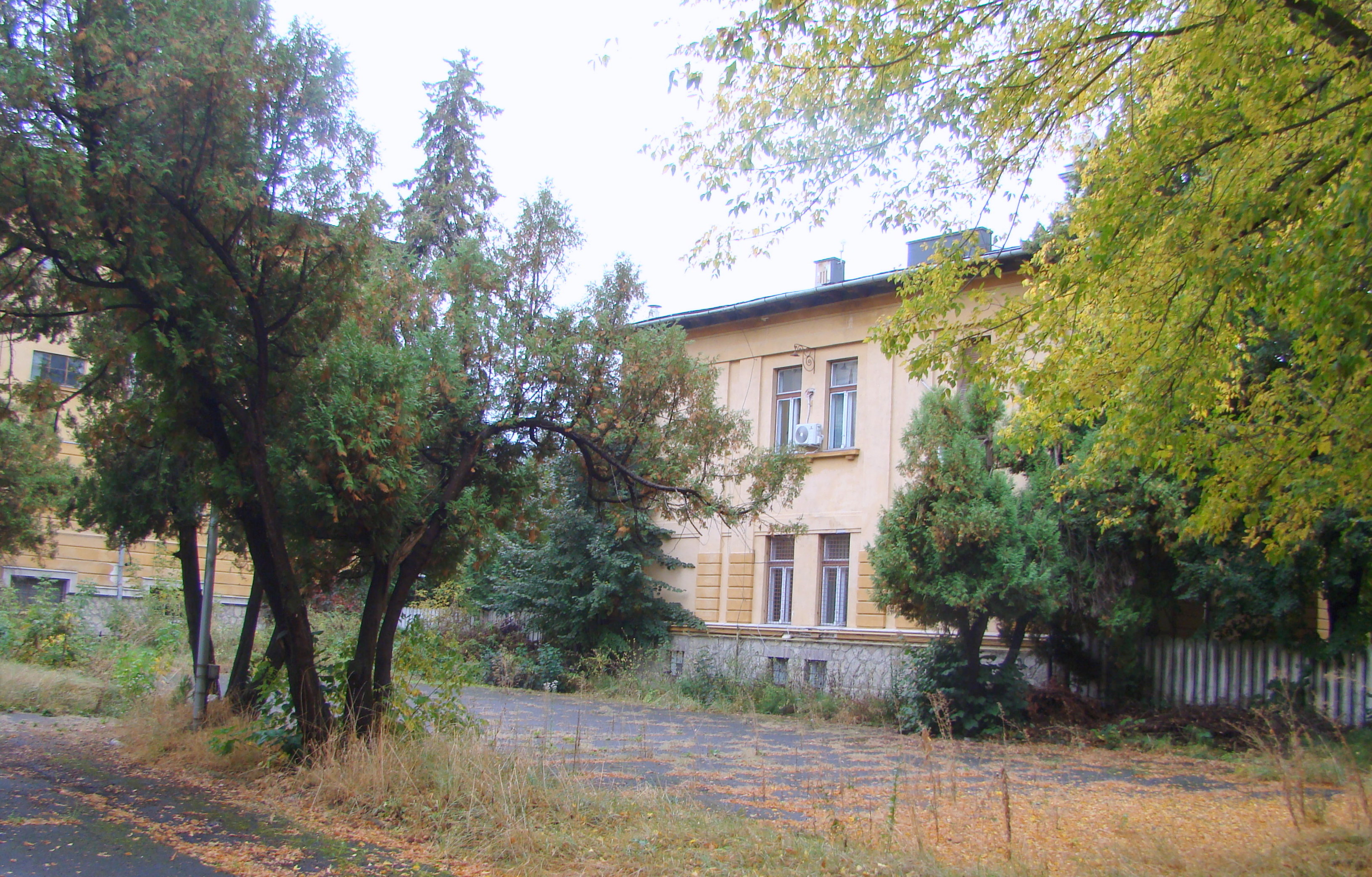
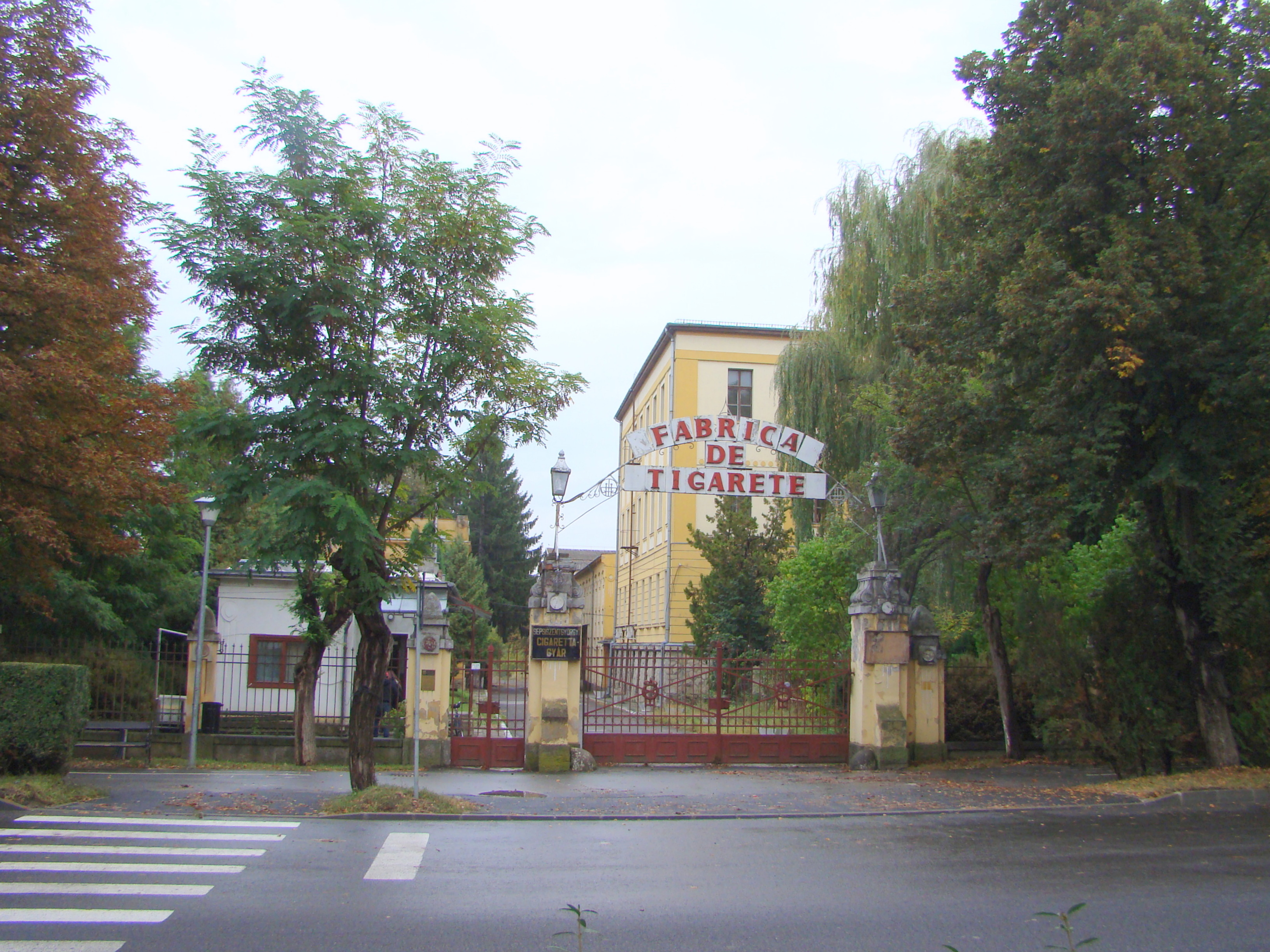
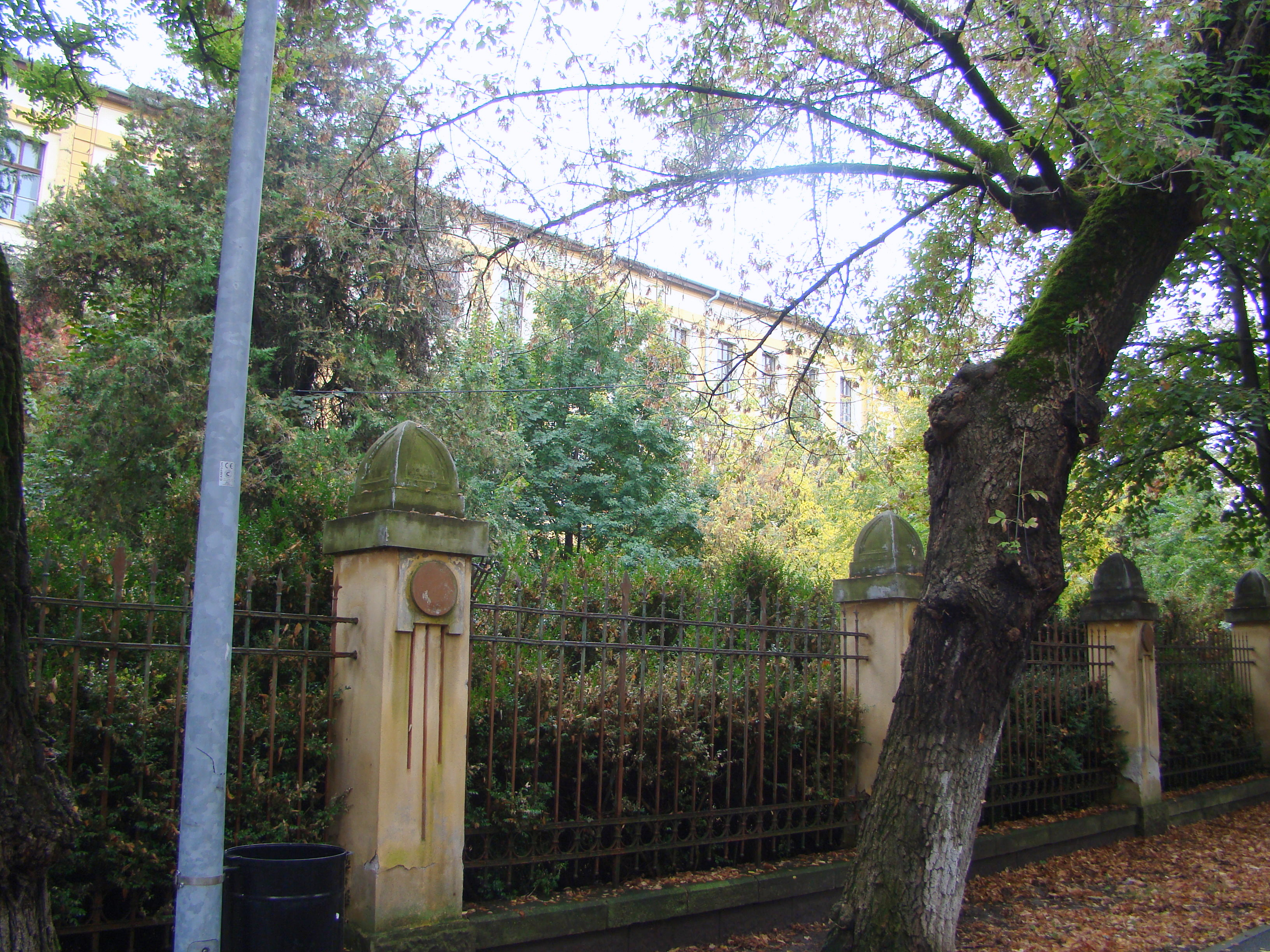
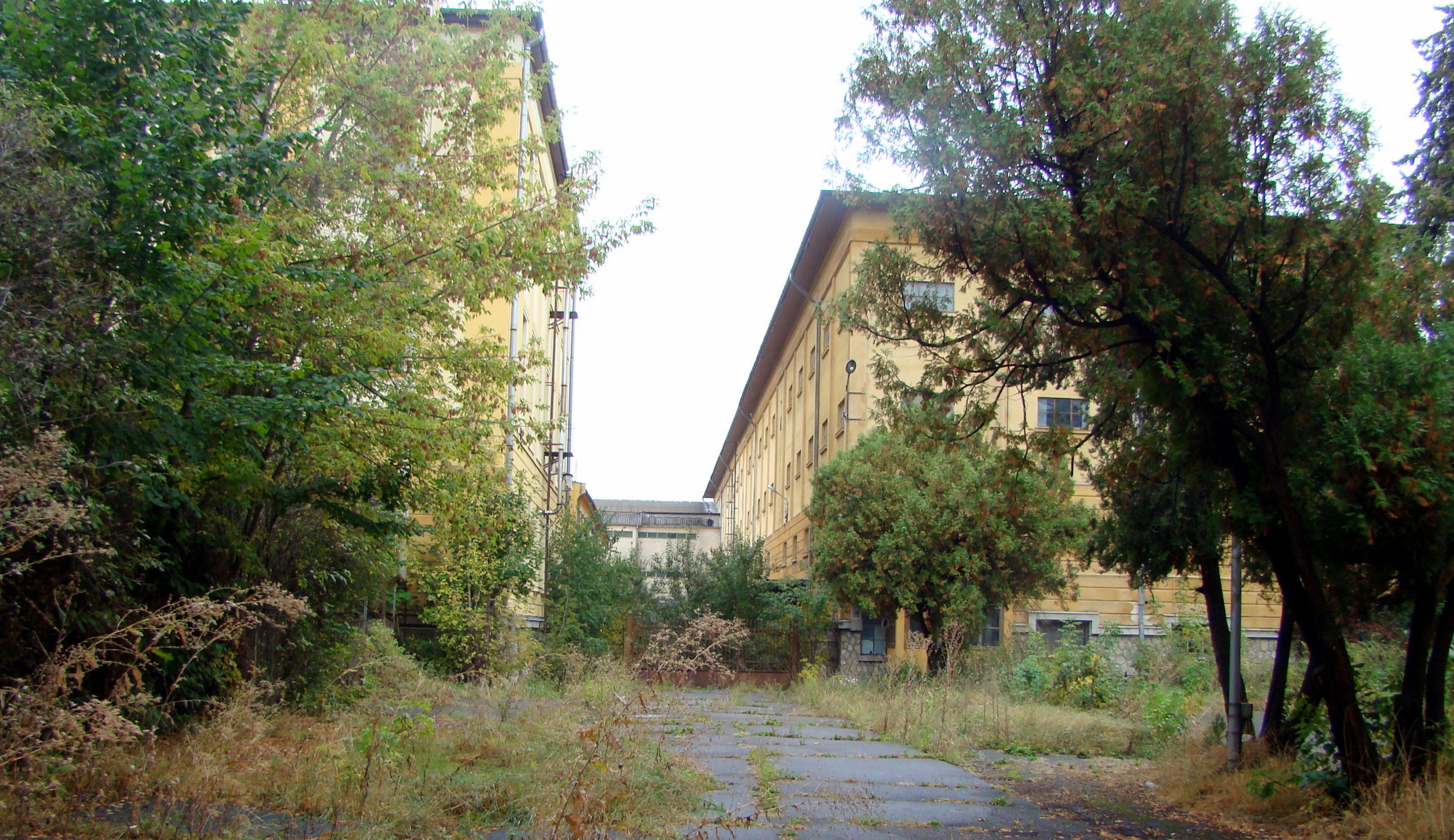